# Dactylochelifer latreillei
Dactylochelifer latreillei is een bastaardschorpioenensoort uit de familie van de Cheliferidae. De wetenschappelijke naam van de soort is voor het eerst geldig gepubliceerd in 1817 door Leach.